# Последние капли вина
«Последние капли вина» (англ. The Last of the Wine) — исторический роман британской писательницы Мэри Рено о Древней Греции, написанный в 1956 году. Одно из наиболее значительных произведений этого автора.

## Сюжет
Действие романа происходит в Афинах в конце V века до н. э. Главный герой, аристократ Алексий, от имени которого ведётся повествование, будучи ещё ребёнком, завязывает дружбу с философом Сократом и становится свидетелем процесса гермокопидов. Позже он участвует в Пелопоннесской войне, в восстании против Тридцати тиранов, убивает в сражении при Мунихии тирана Крития, побеждает в общеэллинских соревнованиях по бегу. Красной линией через весь роман проходит история любви Алексия и его старшего товарища Лисия.

## Оценки
Американский писатель Майк Коул назвал «Последние капли вина» «великолепным и элегическим исследованием Пелопоннесской войны», которое примечательно «своим честным и интимным изображением гомосексуализма в Древней Греции». Другие авторы отмечают, что, описывая тяготы Пелопоннесской войны, Рено явно использовала свой опыт, связанный со Второй мировой войной. В целом рецензенты высоко оценили внимание писательницы к историческим деталям, умение передать колорит, изящество стиля. При этом во многих ранних отзывах сочувственное отношение Рено к мужской гомосексуальности подверглось критике.
По словам автора некролога Рено в «Таймс», «Последние капли вина», как и другие романы писательницы, «олицетворяют высшую цель исторического романа — дать читателю новое представление о прошлом».
Розмэри Сатклиф, по её словам, была очень впечатлена романом Рено. Позже она написала книгу «Цветы Адониса», действие которой происходит в Греции в ту же эпоху.